# Zoo parc de Cheptainville
 (juillet 2025).
Motif : manque de références secondaires qualitatives de niveau national, TI.
- Archive Wikiwix
- Bing
- Cairn
- DuckDuckGo
- E. Universalis
- Gallica
- Google
- G. Books
- G. News
- G. Scholar
- Persée
- Qwant
- (zh) Baidu
- (ru) Yandex
- (wd) trouver des œuvres sur Wikidata

| 1. | Préciser le motif de la pose du bandeau. | Précisez le motif de la pose du bandeau en utilisant la syntaxe suivante : {{admissibilité à vérifier\|date=juillet 2025\|motif=remplacez ce texte par le motif}}                              |
| 2. | Informer les utilisateurs concernés.     | Pensez à avertir le créateur de l'article, par exemple, en insérant le code ci-dessous sur sa page de discussion : {{subst:avertissement admissibilité à vérifier\|Zoo parc de Cheptainville}} |

Le zoo parc de Cheptainville, aussi connu sous le nom l'île aux oiseaux était un parc zoologique situé à Cheptainville dans l'Essonne en France. Il ferme ses portes le 6 janvier 2018.